# Peter Zak
Peter Zak (Los Angeles, 13 mei 1965) is een Amerikaanse jazzpianist.

## Biografie
Zak groeide op in Columbus (Ohio). Op 5-jarige leeftijd begon hij piano te spelen. Nadat zijn familie naar Oakland (Californië) was verhuisd, kwam hij in aanraking met jazzmuziek. Aanvankelijk studeerde hij geschiedenis aan de University of California, Berkeley. Hij kreeg ook pianolessen van Susan Muscarella. Hij speelde in verschillende combo's en bigbands, zoals bij de bassist Herbie Lewis. In de daaropvolgende jaren speelde hij in de Bay Area met Frank Morgan, John Handy en Chico Freeman, maar ook met Larry Grenadier en Jeff Ballard, evenals met Phil Grenadier en Peck Allmond. Vervolgens verhuisde hij naar New York, waar hij tijdens jamsessies in jazzclubs zoals Augie's en Village Gate verscheen en werkte met jazzmuzikanten als Walt Weiskopf, Ryan Kisor en Jim Snidero. In 2004 nam hij op met een trio van Al Foster en Paul Gill in New York voor SteepleChase Records. Het jaar daarop ontving hij een compositiebeurs van de Doris Duke Foundation en Chamber Music America. Zak geeft sinds 1995 les aan de New School for Jazz and Contemporary Music. Op het gebied van jazz was hij tussen 1988 en 2013 betrokken bij 32 opnamesessies met Junior Cook, George Coleman, Etta Jones, Scott Hamilton, Eric Alexander en Jon Hendricks.

## Discografie
Steeplechase Records
- 2007: Seed of Sin ( met Paul Gill, Quincy Davis)
- 2011: Down East ( met Peter Washington, Rodney Green)
- 2012: Nordic Noon met Peter Washington, Billy Drummond
- 2013: The Eternal Triangle
- 2015: Stephen Riley & Peter Zak: Haunted Heart
- 2016: Standards met Jay Anderson, Billy Drummond
- 2017: Stephen Riley, Peter Zak: Deuce

- Library of Congress Control Number: no98016887
- MusicBrainz: d9c17721-a7a9-420a-9ca3-62919e9abcaa
- Virtual International Authority File: 1149196321174791120